# Brgulice
Brgulice (izvirno srbsko Бргулице) je naselje v Srbiji, ki upravno spada pod Občino Obrenovac; slednja pa je del Mesta Beograd.

## Demografija
V naselju, katerega izvirno (srbsko-cirilično) ime je Бргулице, živi 388 polnoletnih prebivalcev, pri čemer je njihova povprečna starost 39,4 let (40,0 pri moških in 38,7 pri ženskah). Naselje ima 145 gospodinjstev, pri čemer je povprečno število članov na gospodinjstvo 3,46.
To naselje je, glede na rezultate popisa iz leta 2002, večinoma srbsko, a v času zadnjih 3 popisov je opazen porast števila prebivalcev.
|  |

| Demografija | Demografija     | Demografija     |
| Leto        | Št. prebivalcev | Št. prebivalcev |
| ----------- | --------------- | --------------- |
|             |                 |                 |
|             |                 |                 |
|             |                 |                 |
|             |                 |                 |
| 1948        | 513             |                 |
| 1953        | 476             |                 |
| 1961        | 422             |                 |
| 1971        | 405             |                 |
| 1981        | 377             |                 |
| 1991        | 454             | 448             |
| 2002        | 507             | 501             |
|             |                 |                 |

| Etnična sestava po popisu iz leta 2002 | Etnična sestava po popisu iz leta 2002 | Etnična sestava po popisu iz leta 2002 | Etnična sestava po popisu iz leta 2002 | Etnična sestava po popisu iz leta 2002 |
| -------------------------------------- | -------------------------------------- | -------------------------------------- | -------------------------------------- | -------------------------------------- |
| Srbi                                   | Srbi                                   |                                        | 494                                    | 98,60%                                 |
| Romi                                   | Romi                                   |                                        | 2                                      | 0,39%                                  |
| Hrvati                                 | Hrvati                                 |                                        | 1                                      | 0,19%                                  |
| Rusi                                   | Rusi                                   |                                        | 1                                      | 0,19%                                  |
| Jugoslovani                            | Jugoslovani                            |                                        | 1                                      | 0,19%                                  |
| Neznano                                | Neznano                                |                                        | 2                                      | 0,39%                                  |